# Tunel Ryfylke
Tunel Ryfylke (norsky Ryfylketunnelen) je podmořský silniční tunel v norském kraji Rogaland. Je součástí norské státní silnice 13 (Riksvei 13, Rv13) vedoucí mezi Stavangerem a Ryfylke (okres) pod Horgefjordem (součást Boknafjordu). Tunel je součástí projektu Ryfast. Je dlouhý 14,4 km a v současné době je nejdelším a nejhlubším podmořským silničním tunelem na světě (do předpokládaného otevření tunelového komplexu Rogfast v roce 2031).
Tunel je navržen pro 10 000 vozidel denně a je vybudován s jednou rourou pro každý směr dopravy a dvěma jízdními pruhy v každé rouře. Vjezd na straně Ryfylke se nachází asi 1 km severně od Solbakku v obci Strand (jižně od Tau). Vjezd na „městské straně“ se nachází na ostrově Hundvåg v obci Stavanger. Stavba byla zahájena v roce 2013 a tunel byl otevřen 30. prosince 2019. Dne 5. října 2019 se v tunelu konal půlmaraton.
Od 1. února 2020 je v tunelu zavedeno mýtné 140 NOK (cca 15 USD) pro vozidla tarifní skupiny 1 (lehká vozidla), vozidla s nulovými emisemi zaplatí 56 NOK (cca 6 USD). Tarifní skupina 2 musí zaplatit 420 NOK (asi 46 USD).